# Білий Двур (Великопольське воєводство)
Білий Двур (пол. Biały Dwór, нім. Weißhof) — село в Польщі, у гміні Козьмін-Велькопольський Кротошинського повіту Великопольського воєводства.
Населення — 212 осіб (2011).
У 1975-1998 роках село належало до Каліського воєводства.

## Демографія
Демографічна структура станом на 31 березня 2011 року:
|          | Загалом | Допрацездатний вік | Працездатний вік | Постпрацездатний вік |
| -------- | ------- | ------------------ | ---------------- | -------------------- |
| Чоловіки | 114     | 27                 | 79               | 8                    |
| Жінки    | 98      | 24                 | 57               | 17                   |
| Разом    | 212     | 51                 | 136              | 25                   |